# 長畝古墳群

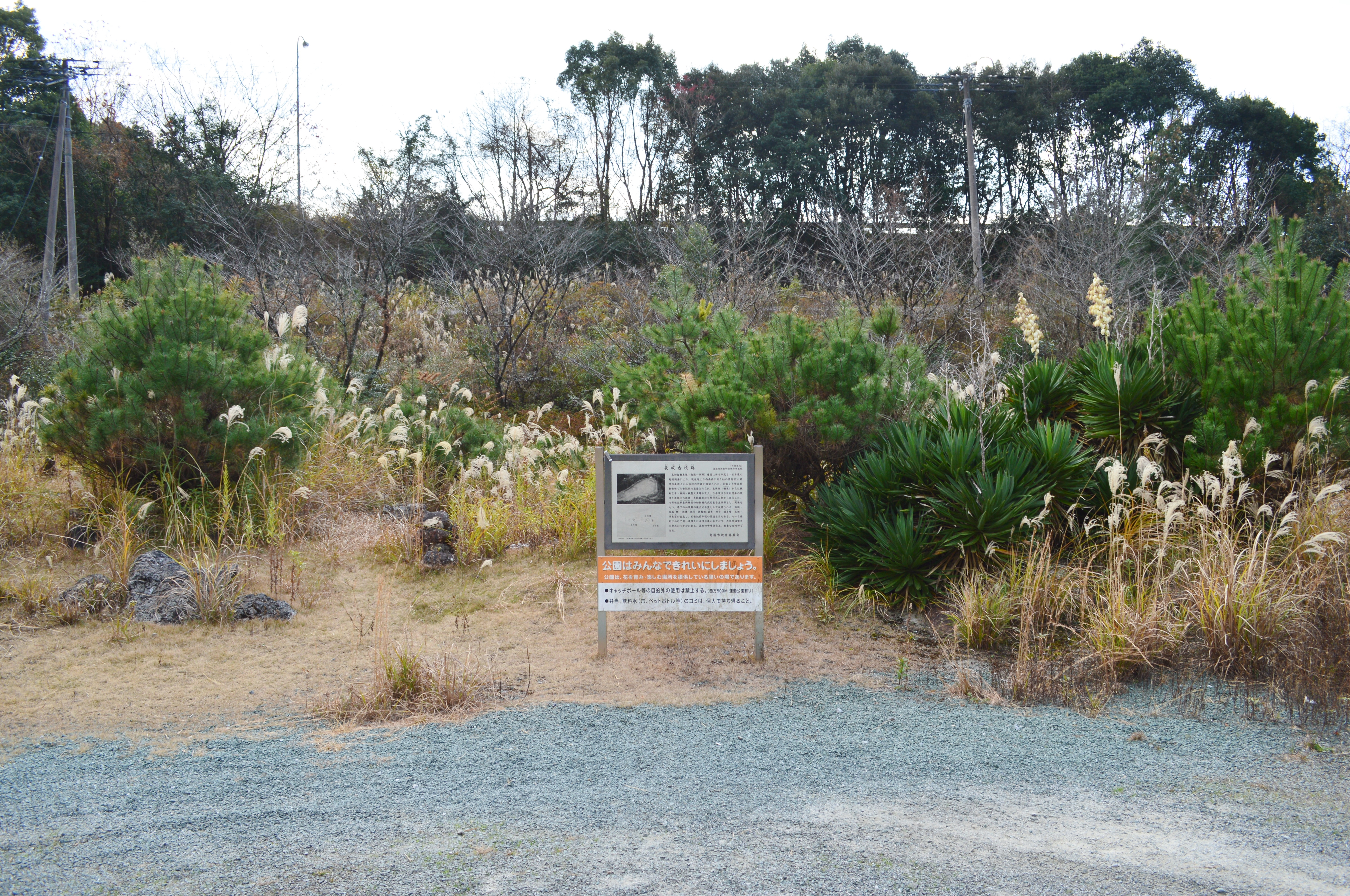
長畝古墳群 概観

長畝古墳群（ながうねこふんぐん）は、高知県南国市岡豊町にある古墳群。史跡指定はされていない。
4基の古墳によって構成されており、うち、2号墳、3号墳、4号墳については発掘調査がおこなわれた。その結果、時期の異なる古墳が3期にわたって営まれていたことが判明した。

## 概要
当古墳群は、南国市岡豊町定林寺字長畝の標高62メートルの尾根のうえに所在する古墳群であり、1994年（平成6年）6月から12月にかけて、高知自動車道建設にともなう緊急調査として高知県文化財団埋蔵文化財センターによって発掘調査が実施された。調査対象は2号墳・3号墳・4号墳の3基である。尾根上方に所在する後期古墳、長畝1号墳は調査対象区外であった。

### 長畝2号墳
主体部を2基有する。

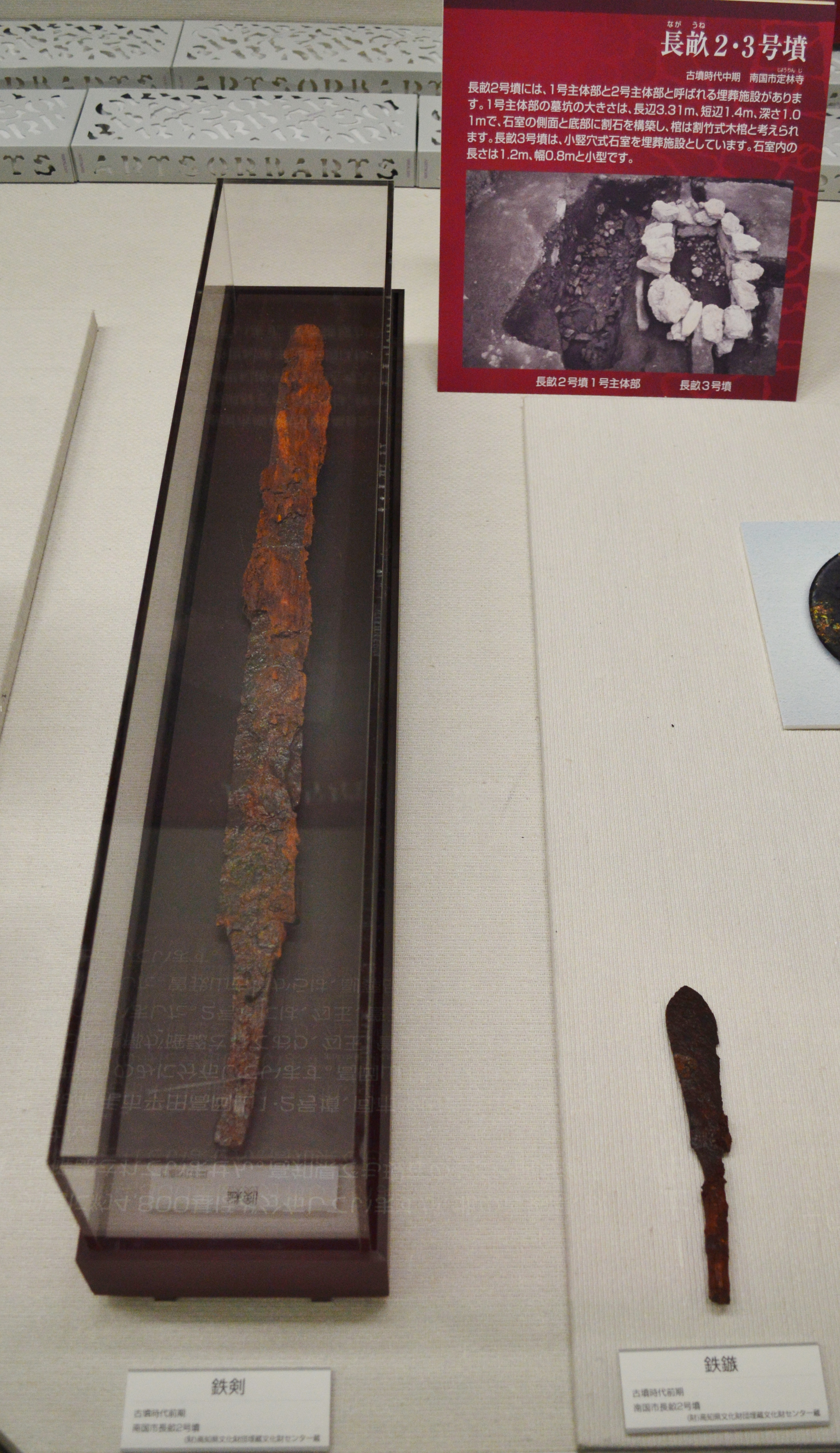
2号墳出土 鉄剣・鉄鏃高知県立歴史民俗資料館展示。

1号主体部は、竪穴式石槨によるもので石材は礫岩の割石である。礫岩の埋設状況から、棺は刳抜式の割竹形木棺であったと推定される。墓壙は長辺3.3メートル、短辺1.4メートルの長方形で、出土した遺物は、鉄剣2、鉄鏃10、鉄製鎌1、鉄製鎌先1、鉄斧1、刀子1、土師器壺1などである。
2号主体部は、1号主体部にほぼ接するが主軸はほぼ直角方向であり、全体ではTの字状況を呈する。墓壙は長辺2.3メートル、短辺0.7メートルの長方形で、粘土槨に組み合わせ式木棺を安置したものと思われるが、槨の底部両端には礫岩の割石が敷かれていた。おそらくは木棺の安定のためと推定される。遺物は出土していない。
出土した遺物、検出した遺構の特徴から4世紀後半の年代が想定される。

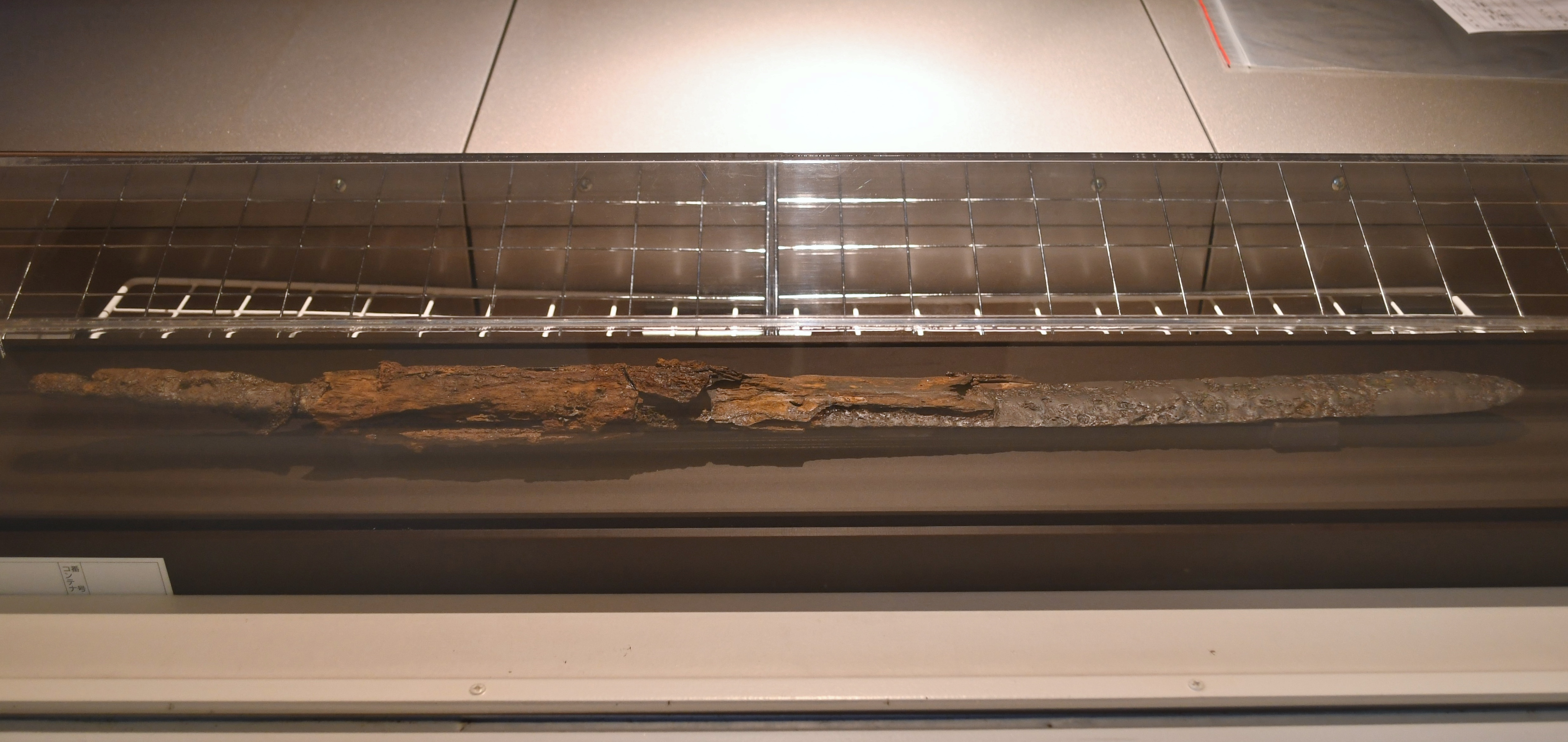
1号主体部出土 鉄剣 高知県立埋蔵文化財センター展示。

### 長畝3号墳
2号墳1号主体部と隣接し、現状では周溝や明確な墳丘は認めがたいので1号墳と同じ位置に墳丘を築いた可能性もあり、墳丘規模を明らかにするのは難しいが、主体部の東側で盛土の痕跡とみられる堆積を確認している。直径12メートル弱の円墳であった可能性も考えられる。主体部は竪穴式石室で、高知県内で初めての検出である。形態的には小竪穴式石室に属する。出土した遺物は鉄鏃2点と土師器片1点のみである。
出土遺物に乏しいが検出遺構の特徴と合わせ考えて、だいたい5世紀後半の時期が考えられる。

### 長畝4号墳

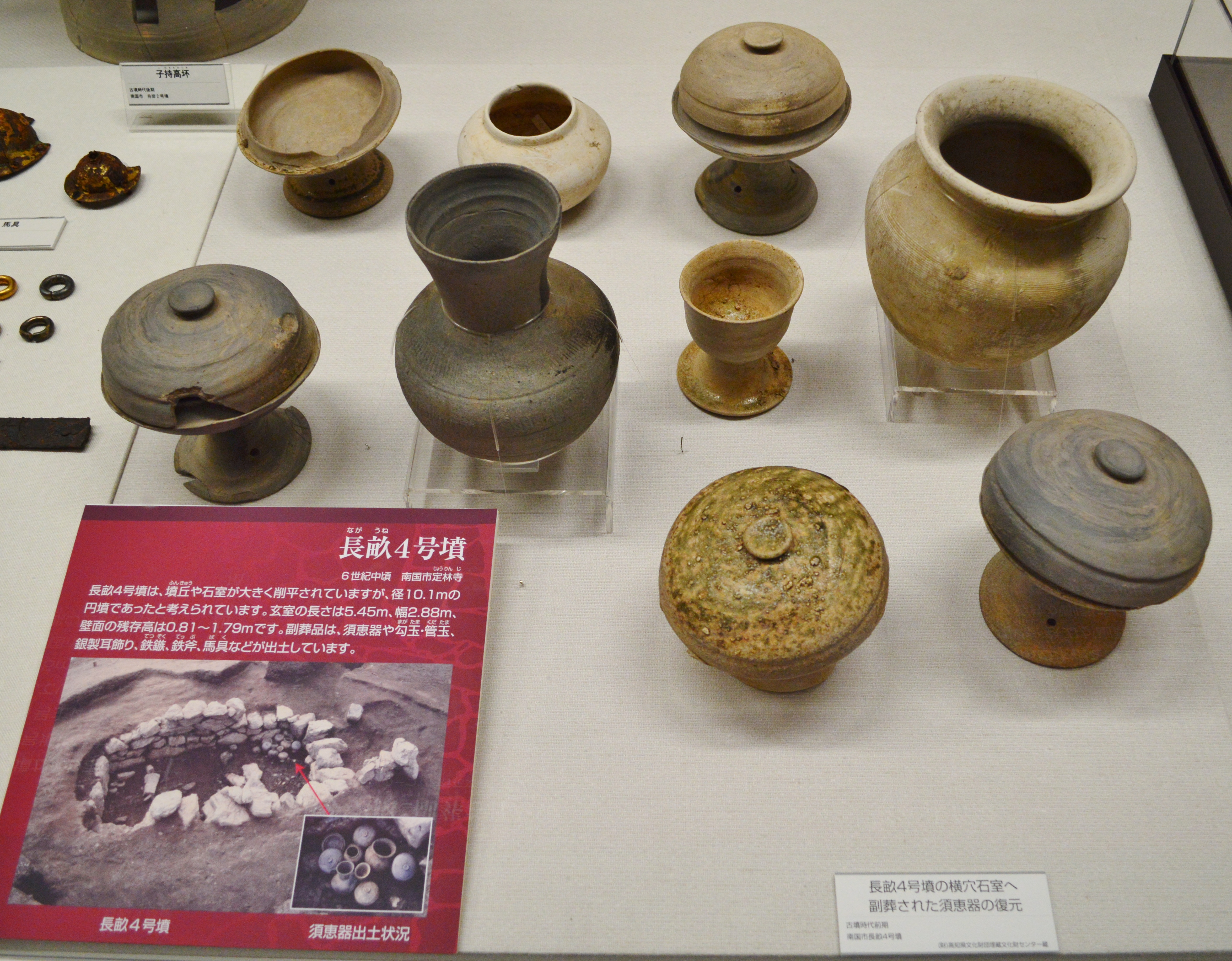
4号墳出土 須恵器高知県立歴史民俗資料館展示。

2号墳、3号墳と異なり、等高線が墳形をあらわし、東側に周溝も認められる。このことより、直径10.1メートルの円墳であり、周溝をふくめると長径13.6メートル、短径11.6メートルのやや楕円形となる。また、周溝の延長上の西側に平場が設けられており、平場からみて墳丘付け根部分に不整形土坑、さらに不整形土坑の両側に柱穴2基を検出している。これらは、墓前祭祀にかかわる一連の遺構と考えられる。
主体部は、竪穴系横口石室の影響の認められる初期横穴式石室となっており、玄室に5段、羨道に3段の石積みをのこしている。天井石は失われていた。副葬品は、有蓋の高坏5、長頸壺1、短頸壺1、広口壺3、グラス形土器1（いずれも須恵器）が玄室入り口付近より、鉄鏃36、須恵器長頸壺1、同短頸壺1、鉄製鍬先1、鉄鎌1、鉄斧1、馬具（轡）1、管玉・練玉・ガラス小玉・ソロバン玉など玉類（計41）、銀製耳飾り1、刀子3が玄室奥壁および奥壁と棺の間周辺より見つかった。須恵器は在地生産の可能性が高く、窯業生産開始の点からも注目される。
出土遺物、検出遺構の特徴から6世紀の第2四半期が考えられる。墓前祭祀は6世紀末葉から7世紀初頭まで継続したものと考えられる。

## 長畝古墳公園
現在、調査の終わった3基の古墳は、高知自動車道開通にともない、遺跡東北東およそ1キロメートルの地点に移築保存され、「長畝古墳公園」となっている。ここでは、同一尾根上に築かれた古墳時代前期・中期・後期のそれぞれの古墳の規模や構造を実際に観察することができる。